# 佐山村 (滋賀県)
佐山村（さやまむら）は滋賀県の甲賀郡に存在した村である。甲賀市水口町の野洲川左岸域東部と甲賀市甲賀町の佐治川流域に当たる。

## 歴史
- 1889年（明治22年）4月1日 - 町村制の施行により、隠岐村・神保村・小佐治村・岩室村・和野村・嶬峨村の区域をもって発足。
- 1955年（昭和30年）4月1日 - 大原村・油日村と合併して甲賀町が発足。同日佐山村廃止。
- 1956年（昭和31年）10月1日 - 大字嶬峨・大字和野が水口町に編入。

## 地理
佐山村は東西に長く菱形をしている。ひとくちに言えば北佐山（平坦地）と南佐山（丘陵部）に分けられるが、丘陵部といっても標高180mから240mであり、河川も野洲川を除いてほとんどが排水溝のような川である。

### 隣接していた自治体（廃止時）
- 大原村
- 甲南町
- 水口町
- 大野村

## 河川
- 佐治川
- 野洲川

## 行政
村長は初代の森地藤治から最後の村長の野口国武まで歴代12人がいる。

## 議会
定数…12

## 経済
ほとんどが半農で旧村外に自動車で働きにでている。

## 教育
- 村立佐山小学校
- 大野村・佐山村組合立佐山中（廃止）

## 交通
- 県道127号
- 県道24号

## 観光
いずれも現在の旧村域に位置する施設
- 甲賀の里忍術村
- もちもちハウス
- 安楽寺